# Брајићи (Горњи Милановац)
Брајићи су насеље у Србији у општини Горњи Милановац у Моравичком округу. Према попису из 2022. било је 18 становника.
Овде се налазе Стари надгробни споменици у Брајићима (општина Горњи Милановац).

## Географија
Брајићи су удаљени 30 км од Горњег Милановца. Налазе се на падинама планине Сувобор, на надморској висини од 600 до 760 м. Површина села је 930 ха.
Брајићи су смештени већим делом на заравњеном развођу где се и налази седиште села, а лежи под самим Даниловим врхом (839 м), југоисточно од највишег врха Сувобора. Атар села Брајићи је брдско-планинске природе, које је настало у крчевинама јер је само село опкољено шумом. Неки засеоци размештени су и лево од Брајићке реке, односно на развођу ове реке и Велике Дичине. Из правца Горњег Милановца и Бершића преко Теочина до Брајића постоји асфалтни пут. а потом ка јужној и западној подгорини Сувобора односно Равној гори је водио макадамски пут, који је био прилично широк и без кривина. Године 2005. асфалтиран је и овај пут који из Брајића води до Равне горе. Због овог пута постоји саобраћајна аутобуска линија. У селу нема месне канцеларије, јер оно због малог броја становника припада месној кацеларији из Коштунића. У селу постоји четворогодишња школа, продавница мешовите робе и једна кафана од историјског значаја. У другој половини 20. века из села се иселио велики број младих људи у потрази за послом у граду.

## Историја
Село је по једном предању добило име по Турчину Браји (Брајиму) који је био ага у селу и добар према Србима. По другом предању, име села потиче од досељеника из Црне Горе.
Недалеко од Брајића налази се Равна гора, која се простире на западном и југозападном делу Сувобора. На њој се од маја до децембра 1941. године налазила Команда Четничких одреда Југословенске војске, на челу са пуковником Дражом Михаловићем, која је подигла устанак против немачког окупатора. Читав овај сувоборски крај је био седиште устаника. У кафани у Брајићима, испод Равне горе, 26. октобра 1941, вођа устаника, пуковник Дража, је примио са својом Командом партизанску делегацију на челу са Јосипом Брозом Титом, која је том приликом дошла из Ужица. После састанка, Тито са делегатима је преноћио у Дражином штабу, и ујутру, 27. октобра кренули су натраг за Ужице. На згради кафане, која и данас постоји, али се не налази под заштитом државе, постављена је спомен-плоча која подсећа на овај састанак, али је плочу неко оскрнавио тако што ју је премазао грађевинским лепком (види се на снимку из 2012).
Брајићи су припадали општини Коштунићи. Село је имало школу а припадало је парохији Брезна. Сеоска слава је Спасовдан. Вашар у селу одржава се на Митровдан.
У ратовима у периоду од 1912. до 1918. године село је дало 21 ратника. Погинуло их је 18 а 3 је преживело.

## Демографија
У насељу Брајићи живи 60 пунолетних становника, а просечна старост становништва износи 55,9 година (53,6 код мушкараца и 58,3 код жена). У насељу има 30 домаћинстава, а просечан број чланова по домаћинству је 2,17.
У пописима село је 1910. године имало 257 становника, 1921. године 230, а 2002. године тај број је спао на 64.
Ово насеље је у потпуности насељено Србима (према попису из 2002. године).
|  |

| Демографија | Демографија | Демографија |
| Година      | Становника  | Становника  |
| ----------- | ----------- | ----------- |
| 1948.       | 287         |             |
| 1953.       | 262         |             |
| 1961.       | 264         |             |
| 1971.       | 202         |             |
| 1981.       | 154         |             |
| 1991.       | 100         | 100         |
| 2002.       | 65          | 65          |
| 2011.       | 46          |             |

| Етнички састав према попису из 2002.‍ | Етнички састав према попису из 2002.‍ | Етнички састав према попису из 2002.‍ | Етнички састав према попису из 2002.‍ | Етнички састав према попису из 2002.‍ |
| ------------------------------------ | ------------------------------------ | ------------------------------------ | ------------------------------------ | ------------------------------------ |
|                                      |                                      |                                      |                                      |                                      |
| Срби                                 | Срби                                 |                                      | 65                                   | 100,0%                               |
| непознато                            | непознато                            |                                      | 0                                    | 0,0%                                 |

| Година пописа     | 1948. | 1953. | 1961. | 1971. | 1981. | 1991. | 2002. |
| ----------------- | ----- | ----- | ----- | ----- | ----- | ----- | ----- |
| Број домаћинстава | 56    | 50    | 53    | 48    | 46    | 39    | 30    |

| Број чланова      | 1 | 2  | 3 | 4 | 5 | 6 | 7 | 8 | 9 | 10 и више | Просек |
| ----------------- | - | -- | - | - | - | - | - | - | - | --------- | ------ |
| Број домаћинстава | 9 | 12 | 5 | 3 | 1 | 0 | 0 | 0 | 0 | 0         | 2,17   |

| Пол    | Укупно | Неожењен/Неудата | Ожењен/Удата | Удовац/Удовица | Разведен/Разведена | Непознато |
| ------ | ------ | ---------------- | ------------ | -------------- | ------------------ | --------- |
| Мушки  | 30     | 9                | 19           | 2              | 0                  | 0         |
| Женски | 30     | 3                | 19           | 8              | 0                  | 0         |
| УКУПНО | 60     | 12               | 38           | 10             | 0                  | 0         |

| Пол    | Укупно                    | Пољопривреда, лов и шумарство | Рибарство                            | Вађење руде и камена | Прерађивачка индустрија       |
| ------ | ------------------------- | ----------------------------- | ------------------------------------ | -------------------- | ----------------------------- |
| Мушки  | 19                        | 17                            | 0                                    | 0                    | 0                             |
| Женски | 9                         | 9                             | 0                                    | 0                    | 0                             |
| УКУПНО | 28                        | 26                            | 0                                    | 0                    | 0                             |
| Пол    | Производња и снабдевање   | Грађевинарство                | Трговина                             | Хотели и ресторани   | Саобраћај, складиштење и везе |
| Мушки  | 1                         | 1                             | 0                                    | 0                    | 0                             |
| Женски | 0                         | 0                             | 0                                    | 0                    | 0                             |
| УКУПНО | 1                         | 1                             | 0                                    | 0                    | 0                             |
| Пол    | Финансијско посредовање   | Некретнине                    | Државна управа и одбрана             | Образовање           | Здравствени и социјални рад   |
| Мушки  | 0                         | 0                             | 0                                    | 0                    | 0                             |
| Женски | 0                         | 0                             | 0                                    | 0                    | 0                             |
| УКУПНО | 0                         | 0                             | 0                                    | 0                    | 0                             |
| Пол    | Остале услужне активности | Приватна домаћинства          | Екстериторијалне организације и тела | Непознато            | Непознато                     |
| Мушки  | 0                         | 0                             | 0                                    | 0                    | 0                             |
| Женски | 0                         | 0                             | 0                                    | 0                    | 0                             |
| УКУПНО | 0                         | 0                             | 0                                    | 0                    | 0                             |

## Слике
- Кућа из 19. века и капија
- Кућа са каменим зидом
- Кућа у центру села
- Кафана у Брајићима у којој су Јосип Броз Тито и Дража Михаиловић преговарали о заједничкој борби против Немаца
- Кафана у Брајићима у којој су Јосип Броз Тито и Дража Михаиловић преговарали о заједничкој борби против Немаца
- Плоча на фасади кафане